# Stoycho Stoev
Stoycho Zahariev Stoev, né le 15 juillet 1962 à Razgrad, est un ancien footballeur bulgare.

## Biographie
Stoev fut attaquant au Lokomotiv Sofia (1980-1989) où il marqua 59 buts en 196 matchs. Son second et dernier club est le Panserraikos Football Club où il joue 44 matchs et marque 4 buts. En 1992, il se blesse gravement ce qui l'empêche de poursuivre sa carrière de footballeur.
Il devient ensuite entraîneur. Il entraîne d'abord des équipes de seconde zone, puis en juillet 2013 il profite du limogeage d'Ivaylo Petev pour devenir entraîneur du Ludogorets Razgrad. Par la suite il est élu entraîneur bulgare de l'année 2013, notamment à la suite du beau parcours du Ludogorets Razgrad en Ligue Europa.
Le 6 mars 2019, le champion de Bulgarie, Ludogorets Razgrad, rappelle Stoycho Stoev pour entraîner son équipe première. Il avait déjà entraîné cette équipe lors de la saison 2013-2014.

## Palmarès joueur
- 3 sélections et 0 but avec l'équipe de Bulgarie
- Vainqueur de la Coupe de Bulgarie en 1982 avec le Lokomotiv Sofia

## Palmarès d'entraîneur
- Élu entraîneur bulgare de l'année 2013
- Championnat de Bulgarie en 2014
- Coupe de Bulgarie en 2014